# Sinagoga di Bova Marina
La sinagoga di Bova Marina, a Bova Marina in provincia di Reggio Calabria, è uno dei rari esempi di sinagoga di periodo romano (IV secolo), i cui resti siano stati rinvenuti in Italia (la più antica in Occidente, dopo quella di Ostia Antica).
Il Museo della sinagoga o museo Archeoderi fa parte del Parco Archeologico di Archeoderi; a fianco del museo sorge un'ampia area archeologica. Il parco archeologico è gestito dalla direzione regionale dei musei Calabria.

## Storia
Durante i lavori di ammodernamento della strada statale lungo la vallata del torrente San Pasquale vennero casualmente alla luce nel 1986 i resti di una sinagoga utilizzata dal IV secolo al VI secolo (unica testimonianza architettonica della presenza ebraica in quest'epoca in Calabria). Il sito è quello di un piccolo villaggio sulla costa ionica da identificarsi con ogni probabilità con l'antica Delia o Scýle.
Inizialmente l'edificio fu identificato come una villa romana; l'esatta identificazione è avvenuta in seguito al ritrovamento del grande mosaico (30 mq), che raffigura i principali simboli ebraici. Il sito fu visitato dal rabbino capo di Roma Elio Toaff, che confermò la compatibilità dei reperti con la presenza di una sinagoga.

## Descrizione
L'edificio era formato da due ambienti quadrati, il primo con funzione di vestibolo. Nella sala si preserva il pavimento a mosaico che entro un bordo con motivo di foglie e frutti contiene sedici riquadri con disegni geometrici (la rosetta e il cosiddetto "nodo di Salomone"), che lasciano spazio ai simboli della menorà (al centro), dell'ethrog (il cedro) e dal ramo di palma (a destra) e dello shofar (a sinistra).